# Team RadioShack
Team RadioShack (UCI-kod: RSH) var ett professionellt cykelstall med den amerikanska elektronikkedjan Radioshack som huvudsponsor. Stallet startades inför 2010 års säsong på initiativ av den amerikanske cyklisten Lance Armstrong. Hans stiftelse Livestrong var också delägare. Belgaren Johan Bruyneel var stallchef och spotchef var Dirk Demol. 2010 tilldelade den internationella cykelförbundet UCI laget en ProTeam-tävlingslicens, vilken gällde till och med 2013, men återlämnades till UCI 2011 eftersom RadioShack gick ihop med Leopard-Trek varvid RadioShack-Nissan-Trek bildades. 2012 lämnade Nissan som sponsor i samband med dopingskandalerna kring Armstrong, Bruynel och Frank Schleck. 2013 slutade även Radioshack som sponsor.